# Marguerite-Hélène Mahé
Pour les articles homonymes, voir Mahé.
Marguerite-Hélène Mahé est une femme de lettres française née à Saint-Denis (La Réunion) le 23 septembre 1901 et morte à Bordeaux le 28 septembre 1995. Elle est surtout connue pour Sortilèges créoles : Eudora ou l'île enchantée, son unique roman, paru en 1952 dans la Revue des deux Mondes puis réédité à deux reprises en 1955 et 1985 : dernière production du roman colonial, cette œuvre est charnière pour la littérature réunionnaise, où elle introduit le fantastique.

## Biographie
Marguerite-Hélène Mahé passe son enfance à La Réunion puis quitte l'île pour étudier l'histoire. Elle enseigne ensuite en Indochine française avant d'écrire son roman. Celui-ci paru, elle se replie hors de la littérature, distraite de celle-ci par les autres occupations de sa vie. Par la suite, elle conserve cependant une mémoire précise de son univers enfantin, celui de La Réunion, durant de nombreuses années.